# Aleksandr Abaza
Aleksandr Abaza (ros. Александр Агеевич Абаза, Aleksandr Agiejewicz Abaza; ur. 24 lipca 1821, zm. 24 stycznia 1895 w Nicei) – rosyjski polityk, członek Rosyjskiej Akademii Nauk .